# Андон Чаюпі
Андон Чаюпі (алб. Andon Zako (Çajupi) нар.27 березня 1866, Шепер, верхняя Загорія, Оттоманська імперія, 11 липня 1930, Геліопіль, замістя Каїра, Єгипет) — великий албанський поет, драматург. Активний діяч Албанського національного руху.

## Біографія
Справжнє ім'я Чако. Народився у селі Шепер у області Верхня Загорія (нині Албанія, тоді Оттоманська імперія). Більшість населення села становили православні. Тато поета, Харито Зако, був успішним підприємцем, який торгував в основному тютюновими виробами. Його бізнес був розповсюджений на території всієї Оттоманскої імперії, сягаючи Італії і інших країн Західної Європи.
Андон Чаюпі отримав початкову освіту у грецькій школі.
У 1882 році переїхав до Александрії, де вивчав французьку мову впродовж 5 років у коледжі Sainte Catherine des Lazaristes. Саме тут він познайомився з більшістю європейський юристів, які висвітлювали діяльність своїх компанії в Єгипті, це й зумовило його рішення вивчати право в Швейцарії.
У 1887—1892 рр. навчався в Женеві, де познайомився зі своєю майбутньою дружиною Євгенією. У подружньому житті народився син Стефан.
Отримавши вищу освіту, впродовж 3 років працював юристом в Женеві.
У 1892 році Євгенія померла, це стало однією з причин його повернення до Албанії.
З 1894 г. став співробітником представництва німецької компанії у Каїрі.
Працюючи в Єгипті, Андон Чаюпі почав захищати інтереси французької компанії проти уряду Єгипту, і німецької юридичної компанії, котра його найняла. Програш справи призвів до втрати роботи, що, однак, не завдало йому серйозних проблем завдяки багатству його сім'ї. Він переселився на сімейну віллу у Геліополі, замість Каїра.
В цей час Андон Чаюпі зустрів багатьох албанських підприємців та приєднався до албанського націоналістичного руху в Єгипті, де активно діяв за незалежність Албанії від Османської імперії. Він надавав фінансову та правову підтримку своїм співвітчизникам. Після оголошення незалежності Албанії, Чаюпі створив політичну партію у своєму будинку..

## Літературні доробки

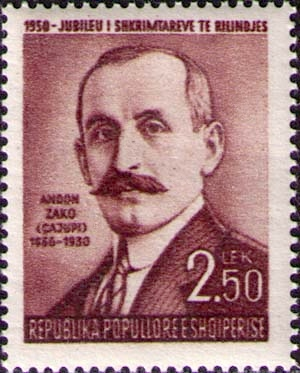
Зображення Чаюпі на марці

Будучи албанським націоналістом, Зако-Чаюпі висловлював свої ідеї у поетичних і драматургічних творах (особливо активно — між 1898 і 1912 рр.). Завоював широку популярність у націоналістичних колах, його вважали найвеличнішим поетом Албанії після Наїма Фрашери, і цю репутацію він зберігає й донині. Свої твори публікував у літературнім журналі «Albania».
У 1902 році опублікував в Каїрі антологію «Тато Томари» (названу на честь албанського міфічного героя).
У 1907 році опублікував роман «Земний герой», присвячений Скандербегу. У 1910 р. в журналі «Молнія» Янь Врухо опублікована його комедія «Після смерті». Найбільш видатною є його комедія «Чотирнадцятирічний наречений», що була опублікована після смерті поета, у якій він критикує звичай видавати дівчат заміж проти їхньої волі за домовленістю батьків.
Помер в Єгипті. Був перепохований в Албанії 1958 року.

## Спадщина
Школа в Косові та гімназія в Тирані були названі на честь Чаюпі. Також його ім'я носить міський театр Корчі.

## У літературі
Агім Шеху, відомий албанський письменник, відтворив у короткій розповіді пам'ять про кохання Чаюпі до швейцарської молодої дівчини Євгенії, яка згодом стане його дружиною.

## Примітки

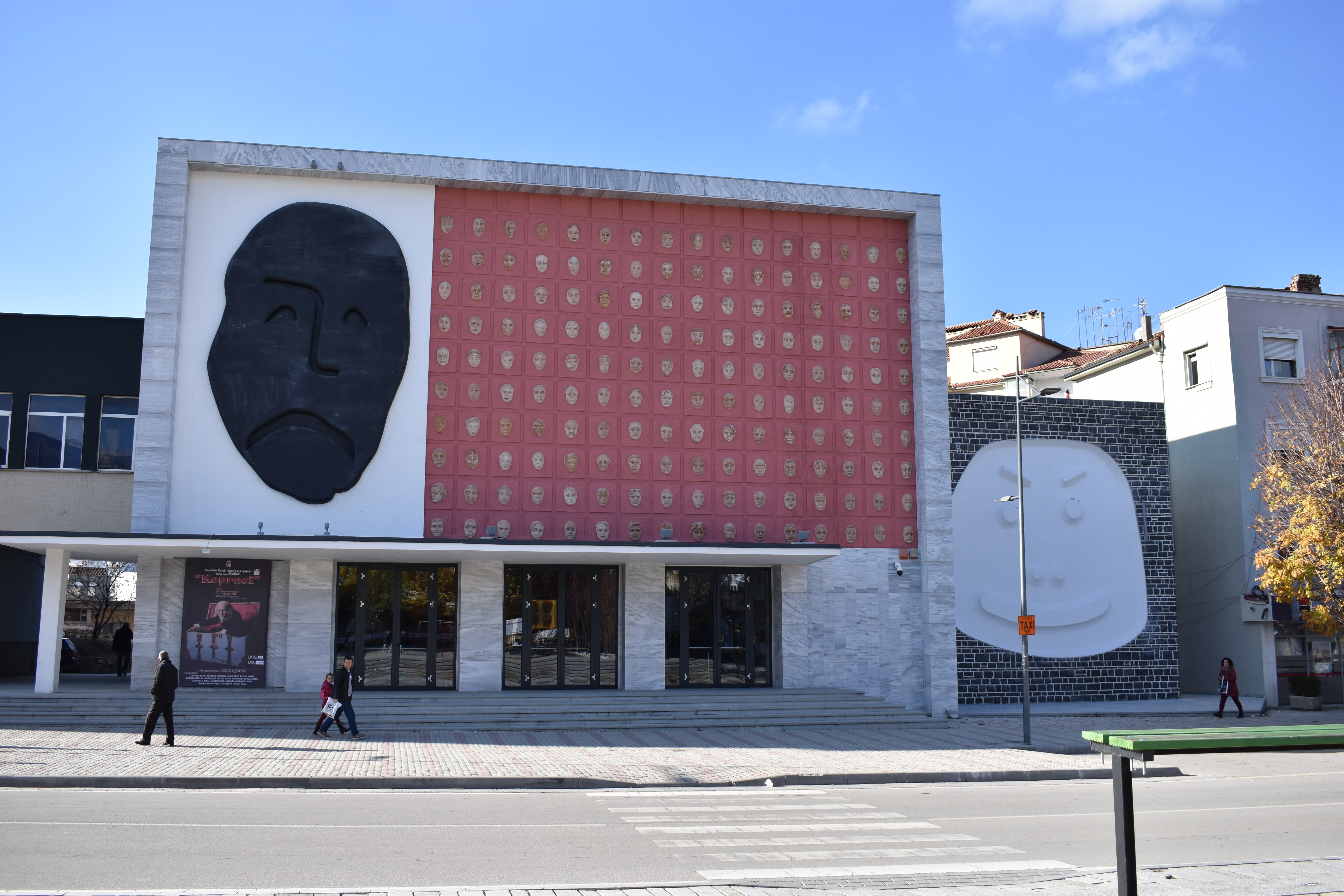